# Skoghall
Skoghall ist ein Ort (tätort) in der schwedischen Provinz Värmlands län und der historischen Provinz Värmland.
Im  Hauptort der Gemeinde Hammarö mündet der Klarälven in den Vänern. An der Mündung befinden sich die Fabrikanlagen von Stora Enso und Akzo Nobel, die dort eine der weltgrößten Kartonagemaschinen betreiben.

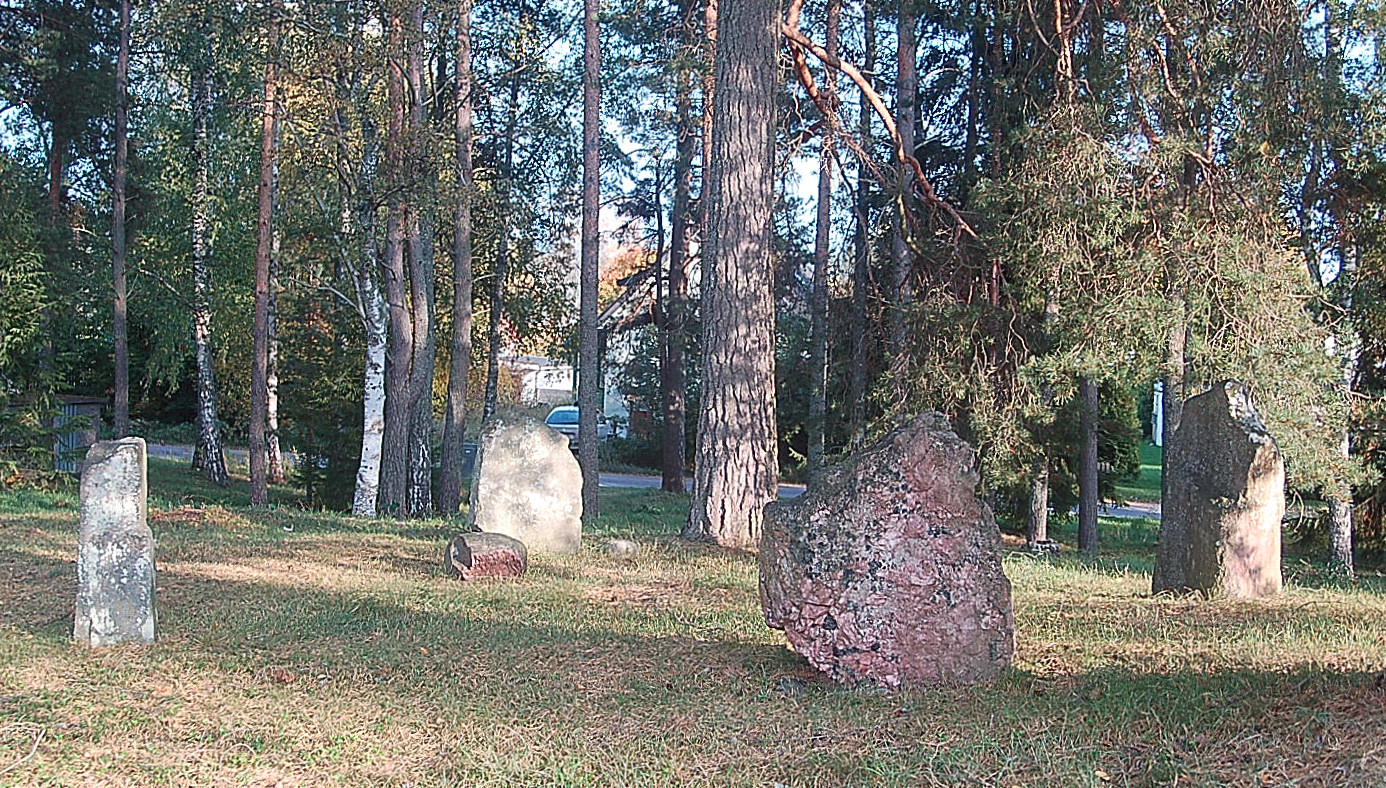
Domarring von Skoghall